# Stenostomum acutatum
Stenostomum acutatum är en måreväxtart som beskrevs av Dc.. Stenostomum acutatum ingår i släktet Stenostomum och familjen måreväxter.

## Underarter
Arten delas in i följande underarter:
- S. a. acutatum
- S. a. latifolium